# Hugh Cudlipp, Baron Cudlipp
Hubert Kinsman „Hugh“ Cudlipp, Baron Cudlipp (* 28. August 1913 in Cardiff; † 17. Mai 1998 in Chichester, West Sussex) war ein britischer Journalist und Verlagsmanager sowie Life Peer.

## Leben

### Familie und frühe Jahre
Hubert Kinsman Cudlipp war das dritte von vier Kindern und der jüngste der drei Söhne von William Christopher Cudlipp, einem für einen Lebensmittelhändler arbeitenden Handlungsreisenden, und seiner Frau Bessie Amelia, geborene Kinsman. Genau wie er wurden die beiden Brüder später Chefredakteure Londoner Zeitungen, Percy Cudlipp vom Evening Standard und dem Daily Herald und Reginald Cudlipp von News of the World. Angeblich hatte die kluge und sehr willensstarke Mutter, die den Ehrgeiz der Söhne beflügelte, deren Vornamen bereits so ausgesucht, dass sie gut zu einem Adelstitel passen würden. Allerdings nahm der jüngste Sohn bereits in seiner Schulzeit den Vornamen Hugh an, weil dieser sich für ihn besser anhörte als Hubert.
Die drei Brüder besuchten die Gladstone Elementary School und die Howard Gardens Secondary School in Cardiff. Wie Percy und Reginald vor ihm verließ Hugh die Schule frühzeitig (mit vierzehn Jahren), um eine Lehre bei einer Zeitung zu beginnen. Er folgte Reginald zur Penarth News, einer Wochenzeitung, die in dem beschaulichen Ort Penarth ein paar Kilometer südwestlich von Cardiff erschien. Die beiden bildeten – praktisch ohne bezahlt zu werden – das gesamte Redaktionsteam. Die Zeitung ging noch im ersten Jahr von Hughs Tätigkeit dort ein. Es gelang ihm anschließend, eine Anstellung als Reporter bei der zweitgrößten Abendzeitung Cardiffs zu erreichen, doch nach wenigen Monaten wurde diese von der Konkurrenz übernommen und er fand sich abermals ohne Beschäftigung wieder. Nach dieser Erfahrung entschloss er sich, sein Glück als Journalist außerhalb von Wales zu suchen und ging im Alter von fünfzehn Jahren nach Manchester, damals der wichtigste Zeitungsstandort im Vereinigten Königreich nach London. Dort arbeitete er vier Jahre lang für den Manchester Evening Chronicle, eine Zeitung des walisischen Verlegers Gomer Berry, 1. Viscount Kemsley, für die ein paar Jahre zuvor auch sein ältester Bruder Percy geschrieben hatte, derweil Reginald bis 1938 in Cardiff blieb. Als Lokalreporter in Blackpool und als Redaktionssekretär lernte Hugh in dieser Zeit verschiedene Seiten des Zeitungsmachens kennen. Mit 19 Jahren vollzog er 1932 den entscheidenden Karriereschritt und suchte sein Glück in der Fleet Street in London, wo er beim Sunday Chronicle, einer weiteren Zeitung von Lord Kemsley, eine Anstellung als Kulturredakteur erhielt.

### Aufstieg im Verlag desDaily Mirror

#### Frühe Erfolge und Militärzeit (1935–1947)
Ermutigt von Percy – zu dieser Zeit bereits Chefredakteur des Evening Standard – meldete Cudlipp sich 1935 auf eine Zeitungsannonce, in der ein „hellköpfiger stellvertretender Kulturredakteur mit Ideen, bereit dazu, das Kommando zu übernehmen“ gesucht wurde, ohne dass die betreffende Zeitung genannt war. Als er erfuhr, dass die Stellung vom schwächelnden Massenblatt Daily Mirror ausgeschrieben war, nahm Cudlipp seine Bewerbung um ein Haar zurück. Allerdings konnte er beim Sunday Chronicle kein besseres Gehalt heraushandeln und so wechselte er im August 1935 zum Daily Mirror. Dort beförderte man den 22 Jahre alten Cudlipp innerhalb von sechs Monaten vom stellvertretenden zum leitenden Kulturredakteur.
Im Jahr 1937 wurde er von Cecil Harmsworth King abgeworben, dem neuernannten Redaktionsdirektor beim Sunday Pictorial, dem besser dastehenden Schwesterblatt des Daily Mirror, das im selben Gebäude ansässig war. Beim Sunday Pictorial wurde Cudlipp Chefredakteur. Dies hatte zwei wichtige Konsequenzen, die den Fortgang seiner Karriere bestimmen sollten: Zum einen entwickelte sich eine enge berufliche Partnerschaft mit King, die über dreißig Jahre Bestand haben sollte, obwohl beide höchst unterschiedlichen Naturells waren – Cudlipp ein humorvoller und kommunikativer, aber akademisch ungebildeter Praktiker, der Menschen im persönlichen Kontakt zu überzeugen wusste, der 13 Jahre ältere King ein wortkarger und menschlicher distanzierter Intellektueller, der eine vorzügliche universitäre Ausbildung genossen hatte, sich vor allem als strategischer Denker und Geschäftsmann sah und dessen Selbstbewusstsein nicht zuletzt der Tatsache entsprang, dass er Neffe der beiden Verleger Lord Northcliffe und Lord Rothermere war, den Gründern des Daily Mirror. Zum anderen machten beide sich den über den Wechsel erbosten Redaktionsdirektor des Daily Mirror, Harry Guy Bartholomew, dauerhaft zum Feind. Cudlipp und King verwandelten den Sunday Pictorial in ein modernes Massenblatt, das sich beim Einsatz großformatiger Bilder und einer zeitgemäßen Typografie an US-amerikanischen Vorbildern orientierte und gleichzeitig intellektuelle Ansprüche befriedigte. Der Sunday Pictorial nahm in den folgenden Jahren eine scharf gegen die Appeasement-Politik von Premierminister Neville Chamberlain gerichtete Haltung ein, Teil einer Neuausrichtung des Mirror-Verlags, bei dem die zuvor konservative Haltung einer Unterstützung der Labour Party wich. Die Chamberlain attackierenden Artikel schrieb Cudlipp selbst, allerdings unter dem Pseudonym Charles Wilberforce.
Als Chefredakteur einer Zeitung galt Cudlipp nach Ausbruch des Zweiten Weltkriegs eigentlich als „unabkömmlich“ an der Heimatfront; dennoch bemühte er sich darum, der British Army beitreten und seinen Beitrag zu den Kriegsanstrengungen des Vereinigten Königreichs leisten zu dürfen. Nachdem die Tatsache, dass er als jemand im wehrfähigen Alter – er war zu dem Zeitpunkt erst 27 – nicht in der Armee diente, sogar im House of Commons kritisiert worden war, trat er im Dezember 1940 als Freiwilliger dem Royal Sussex Regiment bei. Bald darauf wurde er auf die Royal Military Academy Sandhurst geschickt. Sein erster Kriegseinsatz fand in Nordafrika statt, wo er kurz vor der zweiten Schlacht von El Alamein eintraf. Von 1943 bis 1946 leitete er die Zeitungseinheit der British Army für den gesamten Mittelmeerraum und begründete in dieser Funktion den Union Jack, die Zeitung der britischen Streitkräfte, wobei der Titel als Anlehnung an das Schwesterblatt The Stars and Stripes der US-amerikanischen Streitkräfte gedacht war. Cudlipp erhielt 1945 den OBE und erlebte seine Demobilisierung im folgenden Jahr im Range eines Lieutenant-Colonel.

#### Enge Partnerschaft mit King (1946–1968)
Cudlipp kehrte auf seinen Posten als Chefredakteur des Sunday Pictorial zurück, musste diesen aber 1949 unter dem Einfluss seines alten Gegners Bartholomew verlassen (King war zuvor vom Verlag nach Nigeria delegiert worden und konnte ihm in der Auseinandersetzung nicht beistehen) und wechselte als Redaktionsleiter zum Sunday Express, der Sonntagsausgabe des Daily Express, und damit zu einem anderen Verlag. Nach der Rückkehr Kings nach London und dessen Aufstieg zum Vorsitzenden der Geschäftsführung der Mirror-Gruppe drehte sich die Situation um und Bartholomew musste gehen, derweil Cudlipp zurückkehrte, nun als Redaktionsdirektor sowohl vom Sunday Pictorial als auch vom Daily Mirror.
Unter der engen Partnerschaft von Cudlipp und King blühte der Zeitungsverlag in den folgenden 17 Jahren auf und der Daily Mirror, bereits seit Ende der 1940er Jahre die auflagenstärkste Tageszeitung Großbritanniens, konnte seine Vormachtstellung weiter ausbauen. Dabei konzentrierte sich King auf die geschäftlichen Belange und brachte mit der Amalgamated Press (1958) und der Odhams Press (1962) zwei weitere Verlage unter die Kontrolle der Mirror-Gruppe (1963 in International Publishing Corporation/IPC umbenannt), derweil Cudlipp die eigentliche Zeitungsherstellung kontrollierte. Im Jahr 1953 nahm Reginald Cudlipp den Posten des Chefredakteurs bei der News of the World ein und die drei Cudlipps feierten die in der britischen Zeitungsgeschichte einmalige Situation, dass drei Brüder gleichzeitig die Redaktionen landesweiter Zeitungen leiteten, mit einem Festessen. Percy verlor seine Stellung als Chefredakteur beim von Auflagenschwund geplagten Daily Herald allerdings nur zehn Tage später.
Bei den Unterhauswahlen 1955 unterstützte der Daily Mirror die Labour Party nur halbherzig, da Cudlipp bewusst war, dass die Partei keine Chancen zur Machtübernahme hatte. Im darauffolgenden Jahr kam es über die Sueskrise zu einem Richtungsstreit zwischen Cudlipp und King. Während King mit Blick auf die patriotische Ausrichtung der britischen Arbeiterklasse der Ansicht war, die eigenen Zeitungen sollten den harten Kurs von Premierminister Anthony Eden mittragen, setzte sich Cudlipp mit dem Argument durch, mit einer solchen Linie setze der Daily Mirror seine Beziehung zur Labour Party und sein Ansehen bei progressiven politischen Kräften aufs Spiel. Vor den Unterhauswahlen 1959 setzte Cudlipp auf einen Sieg von Labour und der Daily Mirror unterstützte die Partei mit voller Kraft. Jedoch konnten die Tories ihre Stellung halten, während die Labour Party Verluste erlitt. Cudlipp, der Überzeugung, die Stimmung in der Bevölkerung falsch gedeutet zu haben, war so enttäuscht, dass er der Daily Mirror „Ferien von der Politik“ verkündete und die Zeitung eine Zeit lang ihr politisches Profil zurücknahm. In den folgenden Jahren verschlechterte sich das Verhältnis zu Labour, da Cudlipp die Regierung von Harold Macmillan bei deren Annäherung an die Europäischen Gemeinschaften den Rücken stärkte, derweil die Labour Party sich unter der Führung von Hugh Gaitskell gegen einen Beitritt Großbritanniens aussprach. Nach dem Tod von Gaitskell im Jahr 1963 und dem folgenden Kurswechsel der Partei unter Harold Wilson konnten die Unstimmigkeiten beiseitegelegt werden und bei den Wahlen 1964 unterstützte der Daily Mirror die Labour Party wieder nach Kräften – diesmal mit Erfolg.
Durch den Kauf der Odhams Group war auch der Daily Herald, noch Anfang der 1930er Jahre die auflagenstärkste Tageszeitung der Welt, unter die Kontrolle der IPC gekommen. Das inzwischen schwächelnde Blatt wurde 1964 eingestellt und die IPC nutzte den Wahlkampf in diesem Jahr, um mit The Sun einen Ersatz zu lancieren. Der Zeitung war kein Erfolg beschieden, was einen der wenigen professionellen Misserfolge von Cudlipp darstellte und diesen lange beschäftigte. Aus der Besorgnis heraus, die Sun könnte in Wettbewerb mit dem Daily Mirror treten, hatte er sich für das traditionelle Großformat entschieden, statt das Tabloidformat zu wählen, mit dem die Zeitung in späteren Jahren prosperieren sollte.
In den Jahren nach der Machtübernahme der Regierung Wilson verhielt sich Cecil King zunehmend unberechenbar, was nicht ohne Einfluss auf Cudlipps Arbeit blieb. King hatte darauf gebaut, großen Einfluss auf Wilson ausüben zu können und aus Dankbarkeit für die Unterstützung Labours durch die IPC-Zeitungen bei den Wahlen 1964 einen hochrangigen Posten in der Regierung sowie einen erblichen Adelstitel zu erhalten. Als diese Hoffnungen sich zerschlugen (Wilson bot King lediglich den Posten eines Staatssekretärs im Handelsministerium und eine Life Peerage an, beides von King abgelehnt) und die Wirtschaftspolitik der Regierung nicht die erwarteten Erfolge erzielte, sammelte King Unzufriedene aus der Labour Party um sich und arbeitete, nach schlechten Ergebnissen von Labour bei Kommunalwahlen, schließlich sogar auf einen Sturz Wilsons hin. Bei einem Treffen im Privathaus von Earl Mountbatten, bis 1965 Chef des britischen Generalstabs, versuchte King am 8. Mai 1968 vergeblich, diesen zu bewegen, sich für den Posten des Leiters einer Notregierung bereitzuhalten, da er fest mit einem Sturz Wilsons durch das Militär rechnete. Cudlipp, wie Mountbatten und Solly Zuckerman, ein weiterer Teilnehmer des Treffens, von der Verrücktheit des Vorschlags schockiert, überredete King anschließend, statt verdeckt auf einen Putsch hinzuwirken, die Wilson-Regierung über den Daily Mirror offen – ohne die Implikation des Hochverrats – zu attackieren, offenbar in der Erwartung, dies werde zur Ablösung Kings führen. Diese Rechnung ging auf. Kings Leitartikel „Enough Is Enough“ vom 10. Mai 1968, führte innerhalb von drei Wochen zur Ablösung Kings durch die IPC-Gesellschafter und Cudlipp nahm seinen Posten als Vorstandsvorsitzender ein.

#### Verlagsmanager (1968–1973)
Die neue Rolle lag Cudlipp nicht, da er sich mehr als Journalist denn als Geschäftsmann verstand. In dieser Hinsicht bewahrheitete sich Kings herablassende Prognose, Cudlipp sei eine „erste Geige, kein Dirigent“. Cudlipp entschloss sich 1969, die noch immer kränkelnde Sun an den australischen Verleger Rupert Murdoch zu verkaufen, eine Entscheidung, die er später bedauern sollte, als die Zeitung im neuen Verlag und mit neuem Format tatsächlich zum Konkurrenten vom Daily Mirror aufstieg und diesen schließlich 1978 als auflagenstärkste britische Tageszeitung ablöste. Nachdem er die erste Ausgabe der Sun im neuen Format zu Gesicht bekommen hatte, prophezeite Cudlipp deren baldiges Ende. Noch im Jahr 1969 organisierte er zudem die Fusion von IPC mit Reed International und die neue Verlagsstruktur, in der IPC eine untergeordnete Rolle spielte, erlaubte es ihm, sich wieder weitgehend auf seine Stärken als Zeitungsmacher zu konzentrieren. Diese Funktion füllte er noch vier Jahre aus, kündigte aber bereits 1971 an, sich mit Erreichen des 60. Lebensjahres zurückziehen zu wollen. Sein Abschied vollzog sich zum Ende des Jahres 1973.
Für seine Unterstützung des Beitritts Großbritanniens zur EG wurde er 1973 auf Vorschlag von Premierminister Edward Heath in den Ritterstand erhoben und 1974 folgte, nachdem Wilson in die 10 Downing Street zurückgekehrt war, die Ernennung zum Life Peer als Baron Cudlipp of Aldingbourne in the County of Sussex.

### Spätere Jahre
Seine späteren Lebensjahre verbrachte Hugh Cudlipp in Chichester, West Sussex, wo er sich im kulturellen Leben der Stadt engagierte und unter anderem 1975 als Mitbegründer und anschließend als Leiter eines jährlichen Kulturfestivals fungierte. Er veröffentlichte zwei Bücher, den Memoirenband Walking on the Water (1976) und Reflexionen über die große Zeit der Fleet Street unter dem Titel The Prerogative of the Harlot (1980).
Im House of Lords übernahm er zunächst den Posten des Whip der Labour Party und hielt auch in späteren Jahren gelegentlich Reden im Oberhaus. 1981 trat er in die Social Democratic Party über.
Von der Pressewelt hielt er sich nun größtenteils fern, ließ sich aber von dem Verleger Robert Maxwell zur Übernahme eines Beraterpostens überreden, nachdem Maxwell 1984 die Mirror-Gruppe übernommen hatte. Angesichts der Geschäftspraktiken von Maxwell bedauerte Cudlipp seine Entscheidung sehr bald und legte den Beraterposten bereits nach einem Jahr nieder.
Hubert Kinsman „Hugh“ Cudlipp, Baron Cudlipp erlag am 17. Mai 1998 im Alter von 84 Jahren in seinem Haus in Chichester einem Lungenkrebsleiden.

## Privates
Hugh Cudlipp war dreimal verheiratet. Alle drei Gattinnen arbeiteten ebenfalls im Journalismus und alle Ehen blieben kinderlos.
Die erste Ehe ging er 1936 mit Edith Elizabeth Gertrude „Bunny“ Parnell ein. Die Verbindung ging schnell in die Brüche, und sie starb 1938 bei der Geburt eines Kindes, das sie nicht von ihrem Mann empfangen hatte. Cudlipp schwieg sich in späteren Jahren über die Beziehung aus.
1945 ehelichte er Eileen Mary Ashcroft, eine ehemalige Angestellte des Daily Mirror, die er bereits vor Beginn des Krieges kennengelernt hatte, zu einer Zeit, als sie noch mit dem Filmregisseur Alexander Mackendrick verheiratet war. Später arbeitete sie als Kolumnistin für den Evening Standard. Sie starb im Jahr 1962 infolge einer Medikamentenvergiftung im Haus des Ehepaars Cudlipp in Strand-on-the-Green im Londoner Stadtteil Chiswick.
Im darauffolgenden Jahr heiratete er Joan Latimer „Jodi“ Hyland, Chefredakteurin von Woman's Mirror, einem Ableger des Daily Mirror, mit der er bis zu seinem Tod verheiratet war.

## Veröffentlichungen
- Publish and Be Damned! The Astonishing Story of the Daily Mirror. Dakers, London 1953.
- At Your Peril. A Mid-Century View of the Exciting Changes of the Press in Britain, and a Press View of the Exciting Changes of Mid-Century. Weidenfeld and Nicolson, London 1962.
- Walking on Water. The Bodley Head, London 1976, ISBN 0-370-11313-6.
- The Prerogative of the Harlot. Press Barons and Power. Bodley Head, London 1980, ISBN 0-370-30238-9.